# Zé das Virgens
José Carlos Dourado das Virgens (São Gabriel, 16 de março de 1962) é um político brasileiro, eleito por diversas vezes à Assembleia Legislativa da Bahia entre 1989 e 2008, quando renunciou para assumir a prefeitura de Irecê, onde ficou até 1 de janeiro de 2013, tendo sido derrotado nas eleições municipais por 763 votos.

## Carreira

### Deputado
Na Assembléia Legislativa da Bahia, foi 2º vice-presidente da Mesa Diretora no período de 2003 a 2005, presidente da Comissão de Desenvolvimento Econômico e Turismo entre 2002 e 2006, vice-presidente de diversas comissões, como: Especial de Divisão Territorial (2006), Agricultura e Política Rural (1999-2002), Da Seca, dos Recursos Hídricos e da Irrigação (1999-2000,2005-2006), Minas, Energia, Ciência e Tecnologia ( ago.2005-2006), também foi titular das Comissões: Especial de Divisão Territorial (2000, 2005), Da Seca, dos Recursos Hídricos e da Irrigação (2001-2002), Desenvolvimento Econômico e Turismo (2005), Minas, Energia, Ciência e Tecnologia (fev./ago.2005), Agricultura e Política Rural (2007-2008), Especial do São Francisco (2007-2008), Especial de Assuntos Territoriais e Emancipação (2007-2008), suplente das Comissões: Especial do Cacau (1999-2000, 2005-2006), Especial de Combate à Fome (1999-2000,2005), Desenvolvimento Econômico e Turismo (2001), CPI para Apuração de Irregularidades na Gestão da CODEBA (2001-2002). Especial para Reforma do Regimento Interno (ago. 2003), Infra-estrutura, Desenvolvimento Econômico e Turismo (2007). Representante do Poder Legislativo como suplente do Conselho Previdenciário do Estado-CONPREV, fev. 2007.

### Prefeito
Zé das Virgens assumiu a prefeitura em época crítica, a seca abalava toda a região nordeste, com Irecê não era diferentes, a crise foi tanta que forçou o prefeito a cancelar festejos populares da cidade, como o Arraiá das Caraíbas, tradicional festa junina da região.
Zé tentou a reeleição em 2012, porém perdeu por uma diferença de 763 votos para o adversário Luizinho Sobral, do Partido Trabalhista Nacional, atual Podemos.

### 2014
Zé das Virgens tentou se eleger novamente em 2014, desta vez como deputado estadual, tendo obtido 13.789 votos (0,20%), ficando como suplente.

### 2016
Zé aparece como pré-candidato às eleições municipais de 2016, ainda não tendo sido confirmado para o pleito.